# Dún Laoghaire
Pour les articles homonymes, voir Dun.
Dún Laoghaire [d̪ˠuːn̪ˠ ˈɫeːrʲə] est une ville portuaire située dans l’agglomération dublinoise à 12 kilomètres au sud du centre-ville. C’est le centre administratif du comté de Dún Laoghaire-Rathdown.
Aujourd’hui la ville est une des dix plus grandes villes d’Irlande. Elle a un grand centre commercial fréquenté par les habitants du sud de Dublin. 

## Étymologie
La ville a été rebaptisée en 1821 du nom de Kingstown en honneur de la visite du roi George IV. La ville retrouva son nom irlandais sur décision de son conseil municipal en 1921, une année avant l’indépendance du pays. Le nom vient du fondateur de la ville, Laoghaire, cinquième roi d’Irlande, qui choisit le site comme base maritime pour l’organisation de raids vers l’Angleterre et la France. Laoghaire est le roi qui a permis à Saint Patrick de parcourir le pays pour y prêcher le christianisme.
Le nom de la ville dérive de Laoghaire, un Ard rí Érenn légendaire qui a choisi le site comme base maritime pour organiser des raids vers la Grande-Bretagne et la Gaule. Dún est le mot irlandais signifiant fort. Des traces de fortification de cette période ont été retrouvées sur la côte.
La ville a été officiellement renommée en Kingstown en 1821 en honneur de la visite du Roi George IV, décision annulée par une décision du conseil municipal en 1921, un an avant l’indépendance de l’Irlande. La dénomination irlandaise est maintenant la plus couramment utilisée, et se prononce « Dunleary »[Information douteuse].

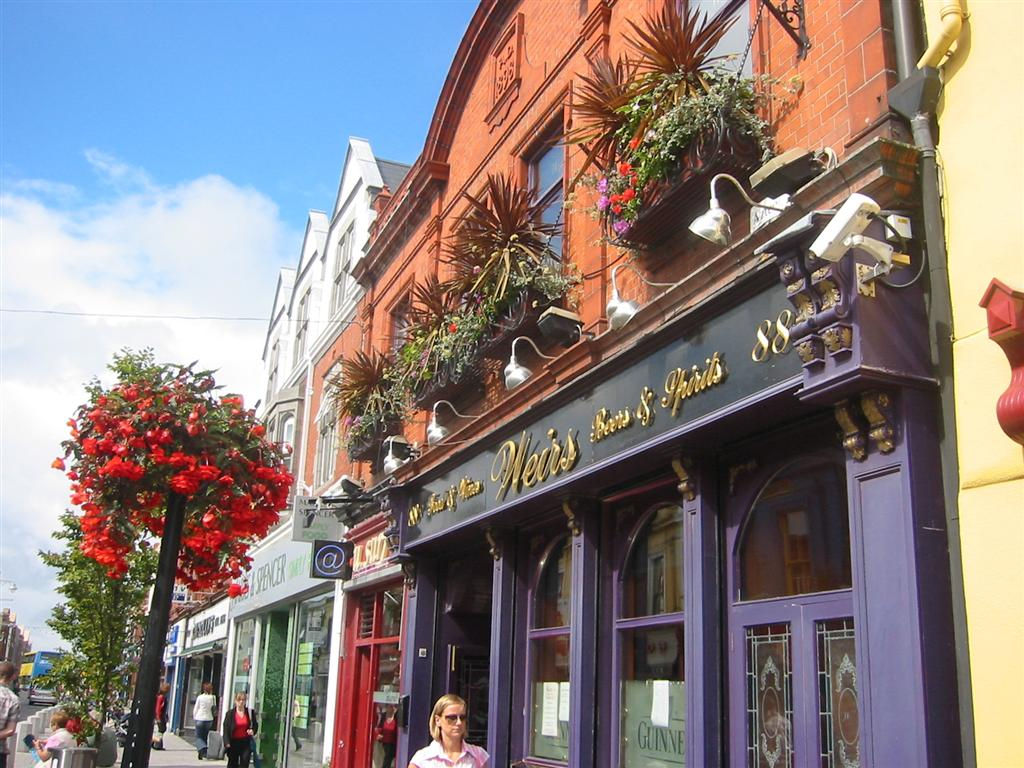
Weirs Dunlaoghaire

## Histoire
La ville dans son plan actuel date des années 1820. Un ancien village nommé Dunleary était localisé à proximité, à peu près à l’endroit où se situe le pub "The Purty Kitchen", site souvent dénommé "Old Dunleary". Le village possède à cette époque là un pub ; il est situé sur une petite anse. Ces deux informations sont régulièrement signalées sur les anciennes cartes. Il est aussi possible qu’il exploite une mine de sel (Salthill est situé à proximité).

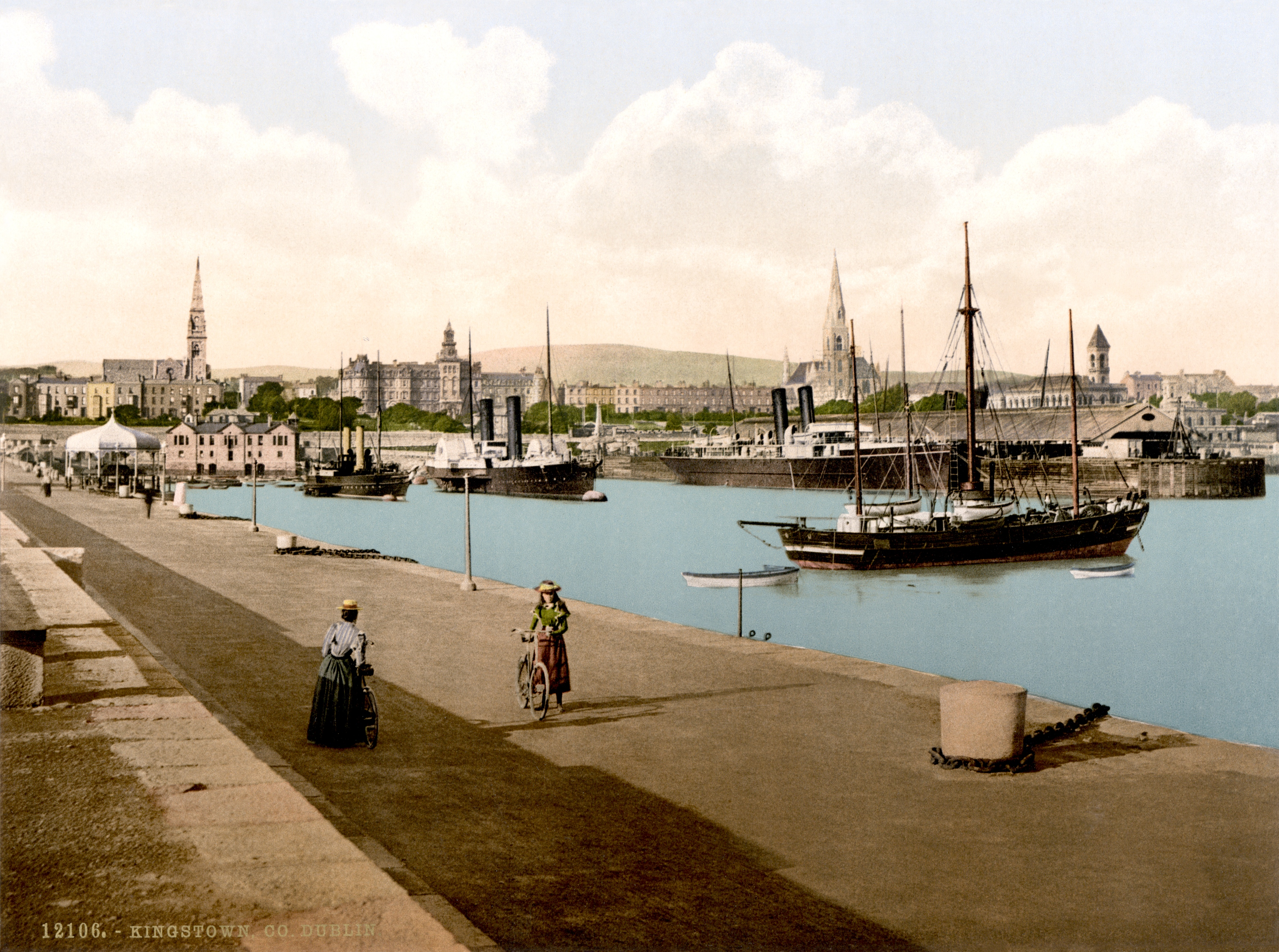
Le port de Dún Laoghaire, alors connu sous le nom de Kingstown, autour de 1895

Les évènements de la nuit du 18 au 19 novembre 1907 vont véritablement transformer la région. Cette nuit-là, deux navires, le "Prince of Wales" et le "Rochdale", tous deux étant partis du port de  Dublin s’échouent sur les rochers situés entre Blackrock et Dunleary. Ce désastre coûte la vie à près de 400 personnes. Il est le point de départ d’un grand débat sur la construction d’un nouveau port dans la baie de Dublin. En 1816, une loi autorise la création d’une digue, maintenant connue sous le nom de "West Pier". Quand George IV vient visiter le chantier du port en 1821, la ville est renommée en son honneur : "Kingstown".
Quelques cartes anciennes montrent le commencement d’une urbanisation le long de ce qui est maintenant Cumberland Street, à proximité de l’intersection de York Road. Mais à partir de 1820, le nouveau port apporte de nouvelles activités et une nouvelle ville commence à se construire le long de George Street qui était à l’origine une route militaire permettant de connecter les deux tours Martello de Dun Laoghaire, tours qui ont maintenant disparu.
La première voie ferrée d'Irlande est créée en 1834 et relie Dublin à Kingstown. Le terminus est placé près de West Pier. En plus de véhiculer les marchandises débarquées  au port vers le centre de Dublin, la voie ferrée favorise l’expansion de la ville qui devient rapidement un lieu de promenade pour les Dublinois. De nombreuses terrasses sont construites et on voit se développer la construction de belles maisons de villégiature pour les classes aisées de la grande ville.
En 1844 le Dalkey Atmospheric Railway planifié par Robert Mallet permet la connexion entre Kingstown et Dalkey et favorise encore un peu plus le développement de la ville. Le train atmosphérique s’arrête en 1854, mais il est remplacé par une extension du réseau ferré qui ira peu à peu jusqu’au port de Rosslare.
La route principale vers Dublin, qui passe par le village de Monkstown et Blackrock est le seul lien de communication routier vers la ville de Dublin jusqu’en 1932. Celle année là le Congrès eucharistique organisé dans la capitale de l’Irlande attire des milliers de visiteurs. La majorité d’entre eux viennent en Irlande par les bateaux qui accostent à Dun Laoghaire. L’État irlandais fait donc construire une nouvelle voie routière, Seapoint Avenue, tracée plus à l’intérieur des terres rassemblant certains tronçons de routes déjà existantes.

Promenade de Dún Laoghaire

## Transports
Dún Laoghaire est connecté au centre de Dublin par le DART.
La ville est articulée autour de son port qui est le point de départ d’une ligne de ferry vers Holyhead au Pays de Galles. Le port est entouré de deux longues jetées de granit. Le quai Est est une des promenades favorites des Dublinois depuis la fin du XIXe siècle.

## Tourisme
Le port abrite plusieurs yacht-clubs dont le Royal Irish Yacht Club.
Deux autres sites attirent les touristes à Dún Laoghaire : le musée national Maritime d’Irlande (National Maritime Museum of Ireland) et la Tour Martello qui abrite un petit musée sur James Joyce.
Une ancienne église abrite depuis 2012 le Musée de la marine.

Sandycove et la tour Martello

## Événements
Dún Laoghaire accueille en août 2011 une étape de la Solitaire du Figaro.

## Personnalités liées à la ville
- Betty Chancellor (1910-1984), actrice irlandaise, est décédée à Dún Laoghaire.
- Sarah Henrietta Purser (1848-1943), artiste peintre et vitrailliste.
- Bob Geldof (1951- ), chanteur du groupe irlandais de Rock The Boomtown Rats et militant politique.
- Alexandra Wejchert (1921-1995), sculptrice polono-irlandaise, y est morte.
- Mary Strangman (1872 - 1943), médecin, défenseure de la santé publique et suffragette irlandaise, y est morte.

## Jumelage
- Brest (France)